# Eremomela
Genre
Eremomela est un genre de passereaux de la famille des Cisticolidae. Il se trouve à l'état naturel en Afrique subsaharienne,,,,,,,,,,.

## Liste des espèces
Selon la classification de référence du Congrès ornithologique international (version 14.2, 2024) :
- Eremomela atricollis Barboza du Bocage, 1894 — Érémomèle à cou noir, Érémomèle à collier noir, Érémomèle à nuque noire
- Eremomela badiceps (Fraser, 1843) — Érémomèle à tête brune
  - Eremomela badiceps badiceps (Fraser, 1843)
  - Eremomela badiceps fantiensis Macdonald, 1940
  - Eremomela badiceps latukae Hall, BP, 1949
- Eremomela canescens Antinori, 1864 — Érémomèle grisonnante, Érémomèle à dos vert
  - Eremomela canescens abyssinica Bannerman, 1911
  - Eremomela canescens canescens Antinori, 1864
  - Eremomela canescens elegans Heuglin, 1864
- Eremomela flavicrissalis Sharpe, 1895 — Érémomèle à ventre jaune, Érémomèle de Somalie
- Eremomela gregalis (Smith, A, 1829) — Érémomèle du Karoo, Érémomèle à croupion jaune
  - Eremomela gregalis albigularis (Hartlaub & Finsch, 1870)
  - Eremomela gregalis gregalis (Smith, A, 1829)
- Eremomela icteropygialis (Lafresnaye, 1839) — Érémomèle à croupion jaune, Érémomèle gris-jaune
  - Eremomela icteropygialis abdominalis Reichenow, 1905
  - Eremomela icteropygialis alexanderi Sclater, WL & Mackworth-Praed, 1918
  - Eremomela icteropygialis griseoflava Heuglin, 1862
  - Eremomela icteropygialis helenorae Alexander, 1899
  - Eremomela icteropygialis icteropygialis (Lafresnaye, 1839)
  - Eremomela icteropygialis polioxantha Sharpe, 1883
  - Eremomela icteropygialis puellula Grote, 1929
  - Eremomela icteropygialis salvadorii Reichenow, 1891
  - Eremomela icteropygialis saturatior Ogilvie-Grant, 1910
  - Eremomela icteropygialis sharpei Reichenow, 1905
  - Eremomela icteropygialis viriditincta White, CMN, 1961
- Eremomela pusilla Hartlaub, 1857 — Érémomèle à dos vert, Érémomèle du Sénégal
- Eremomela scotops Sundevall, 1850 — Érémomèle à calotte verte, Érémomèle à tête verte
  - Eremomela scotops citriniceps (Reichenow, 1882)
  - Eremomela scotops congensis Reichenow, 1905
  - Eremomela scotops kikuyuensis van Someren, 1931
  - Eremomela scotops pulchra (Barboza du Bocage, 1878)
  - Eremomela scotops scotops Sundevall, 1850
- Eremomela turneri van Someren, 1920 — Érémomèle de Turner, Érémomèle du mont Elgon
  - Eremomela turneri kalindei Prigogine, 1958
  - Eremomela turneri turneri van Someren, 1920
- Eremomela usticollis Sundevall, 1850 — Érémomèle à cou roux, Érémomèle à demi-collier
  - Eremomela usticollis rensi Benson, 1943
  - Eremomela usticollis usticollis Sundevall, 1850